# حزب الشعب الاشتراكي في الجبل الأسود
حزب الشعب الاشتراكي في الجبل الأسود (بالإنجليزية: People's Socialist Party of Montenegro)‏ هو حزب سياسي مونتينيغري، أسس في 2001، وحل في 2009، يقع مقره في بودغوريتسا، ومن مؤسسيه مومير بولاتوفيتش.

## أعضاء بارزون
- كود سباركل
- تحديث القائمة

- مومير بولاتوفيتش (2001 - 2009)